# Torneo Top 4
El Torneo Top 4 o simplemente Top 4 fue un torneo de baloncesto desarrollado en Argentina que reunía los cuatro mejores equipos de la Liga Nacional de Básquet. El mismo se desarrolló entre 2002 y 2004, realizándose en total cuatro ediciones. En todas las ocasiones se disputó en la Provincia de Santa Fe, una vez finalizada la primera fase de la temporada regular. A partir de 2005 fue reemplazado por el Torneo Súper 8. En el 2015 se reeditaría el certamen. Finalmente se realizó un torneo distinto, el Torneo Súper 4.
Atenas de Córdoba, Estudiantes de Olavarría, Libertad de Sunchales y Boca Juniors fueron los campeones de este torneo.

## Historial
| Año              | Sede                                                 | Campeón                  | Subcampeón            |
| ---------------- | ---------------------------------------------------- | ------------------------ | --------------------- |
| 2002 I Detalles  | Estadio Ángel P. Malvicino (Ciudad de Santa Fe)      | Estudiantes de Olavarría | Atenas                |
| 2002 II Detalles | Estadio Ángel P. Malvicino (Ciudad de Santa Fe)      | Libertad de Sunchales    | Boca Juniors          |
| 2003 Detalles    | Estadio Coliseo del Sur (Rafaela)                    | Atenas                   | Boca Juniors          |
| 2004 Detalles    | Estadio Universidad Tecnológica (Ciudad de Santa Fe) | Boca Juniors             | Club Sportivo Ben Hur |

### Participaciones
- 3 participaciones:
  - Boca Juniors
  - Libertad

- 2 participaciones:
  - Atenas
  - Estudiantes (Olavarría)
  - Ben Hur

- 1 participación:
  - Gimnasia y Esgrima La Plata
  - Gimnasia y Esgrima (Comodoro Rivadavia)
  - River Plate
  - Obras Sanitarias